# Augustin Barié
Pour les articles homonymes, voir Barrié.
Augustin Barié, né à Paris le 15 novembre 1883 et mort à Antony, près de Paris, le 22 août 1915, est un organiste et compositeur français.

## Biographie
Aveugle de naissance, il étudie l’orgue avec Adolphe Marty à l’Institut national des jeunes aveugles, puis avec  Alexandre Guilmant et Louis Vierne au Conservatoire national de Paris, où il obtient un Premier prix en 1906. Il est nommé titulaire des grandes orgues de l’église de Saint-Germain-des-Prés à Paris et professeur à  l’Institut national des jeunes aveugles. Il a peu composé car il est mort prématurément d’une congestion cérébrale, à l’âge de 31 ans, peu de temps après son mariage.

## Œuvres
Ses principales œuvres sont :
- Élégie en la mineur pour orgue ou harmonium, publiée dans le vol. 1 de l’anthologie Les Maîtres Contemporains de l’Orgue de l’abbé Joseph Joubert, parue à Paris en 1912.
- Symphonie pour orgue en si bémol mineur opus 5, composée en 1907 et publiée en 1911, dédiée à Louis Vierne. Elle fut créée à Paris par André Marchal en 1922.
- Trois Pièces pour orgue (Marche, Lamento, Toccata) opus 7, publiées en 1911 et dédiées respectivement à son ami Marcel Dupré, à son maître Alexandre Guilmant, et à son ami Joseph Bonnet.
- Poème élégiaque  pour violoncelle et piano.

### LaToccata
La dernière pièce du recueil op. 7 est une Toccata en si mineur, maintes fois jouée et appréciée des organistes, connue communément sous le nom de « Toccata de Barié ». Elle témoigne d’une extraordinaire inventivité et d’un génie musical qui fait d'autant plus regretter sa disparition prématurée.
Bâtie sur un tempo empressé Allegro vivace, elle mêle avec subtilité le classicisme du XIXe siècle et le modernisme du XXe siècle naissant. Débutant sur un carillon classique avec un thème mineur assez dramatique (néo-romantique), le mouvement s’arrête brusquement pour laisser place à un récitatif qui théâtralise le discours, comprime le temps et reprend le thème initial. Exposé deux fois dans deux tonalités relatives, la Toccata s’achève sur un nouveau récitatif exposé cette fois-ci exclusivement à la pédale, avant de revenir une dernière fois sur le thème déclamé sur le tutti de l’orgue, et concluant par une série de modulations uniques en leur genre, constituant de fait la signature musicale du compositeur (on retrouve en effet un enchaînement similaire dans le Final de sa Symphonie).

### Écouter laToccata
Registration :
- Développement : Fonds 16, 8, 4, Anches du Récit, claviers accouplés, tirasses ;
- Récitatifs : + mixtures ;
- Final : Grand Chœur symphonique (fonds 32, 16, 8, 4, 2, anches 32, 16, 8, 4, mixtures).

## Discographie
- La Toccata Op. 7 par André Marchal - Institut national des jeunes aveugles, 1975 FY P1 ;
- L'œuvre pour orgue par Marie-Thérèse Jehan - Solstice SOCD-17 ;
- Intégrale de l’œuvre pour orgue par Véronique Le Guen - B000GIWTPA.

### Vidéos
- YouTube Élégie en la mineur  par Marie-Thérèse Jehan à l'orgue de la cathédrale de Nantes.
- YouTube Marche, no 1 des Trois Pièces op. 7, par Marie-Thérèse Jehan.
- YouTube Toccata, no 3 des Trois Pièces op. 7,  par Laurent-Cyprien Giraud à l'orgue Kern de la Basilique Notre-Dame de l'Assomption, Nice.
- YouTube Toccata, no 3 des Trois Pièces op. 7,  par Eric Lebrun à l'orgue Cavaillé-Coll de l'église Saint-Antoine-des-Quinze-Vingts à Paris.